# Chukhrovita-(Y)
La chukhrovita-(Y) és un mineral de la classe dels halurs que pertany al grup de la grup de la chukhrovita. Rep el seu nom en honor del mineralogista i geoquímic rus Fëdor Vasil'evič Čuchrov (1908-1988) amb el sufix per "-(Y)" que correspon a la terra rara dominant: l'itri.

## Característiques
La chukhrovita-(Y) és un fluorur de fórmula química Ca₃YAl₂(SO₄)F₁₃(H₂O)₁₂. Cristal·litza en el sistema isomètric. Els seus cristalls tenen diferents graus de predomini de {100} i {111}, mesuren fins a 1cm. La seva duresa a l'escala de Mohs és 3.
Segons la classificació de Nickel-Strunz, la chukhrovita-(Y) pertany a «03.CG - Halurs complexos, aluminofluorurs amb CO₃, SO₄, PO₄» juntament amb els següents minerals: stenonita, chukhrovita-(Ce), meniaylovita, chukhrovita-(Nd), creedita, bøggildita i thermessaïta.

## Formació i jaciments
La chukhrovita-(Y) va ser descoberta en la zona d'oxidació d'un dipòsit de tungstè a Kara-Oba, al desert Betpakdala (Província de Kharagandí, Kazakhstan). També ha estat trobada a Rússia en un dipòsit de Ta-Nb a Katugin (Krai de Zabaikàlie) i en el dipòsit d'estany de Yaroslavskoye (Krai de Primórie).